# Caterham F1 Team
Caterham F1 Team était une écurie de Formule 1, propriété de Tony Fernandes et engagée sous ce nom à partir du championnat 2012. Si la raison sociale de l'écurie est 1Malaysia Racing Team Sdn Bhd, elle est présentée à la presse sous la dénomination Lotus F1 Racing lors de sa création à l'automne 2009.
L'équipe est ensuite engagée en championnat du monde sous les noms Lotus Racing en 2010 et Team Lotus en 2011. Elle est rachetée en 2014 par un consortium de sociétés helvético-dubaïotes puis placée en liquidation le 5 février 2015.
L'écurie n'a jamais marqué de point en championnat du monde.
L'écurie est officiellement dissoute le 27 février 2015 lorsque la Fédération internationale de l'automobile publie la liste officielle des entrées pour la saison 2015 réinsérant Manor-Marussia, mais ne listant plus Caterham comme constructeur.

## Historique

### 2009: création de l'écurie Lotus F1 Racing

Le logo initial de l'écurie lors de sa première dénomination « Lotus F1 Racing »

En 2009, la FIA lance un appel d'offres pour accueillir de nouvelles équipes à compter de 2010. Litespeed F3, une écurie de Formule 3 approche Tony Fernandes, le propriétaire de la compagnie aérienne malaisienne AirAsia, pour obtenir un soutien financier. L'écurie présente sa candidature sous le nom de « Litespeed Lotus », ce qui provoque les foudres de Lotus Cars, la société-mère du Team Lotus originel, qui souhaite protéger son nom et sa réputation. Le 12 juin 2009, la liste des équipes pressenties pour 2010 est diffusée ; la candidature de Litespeed Lotus n'est pas retenue.
En septembre 2009, après le retrait de BMW Sauber F1 Team et à la libération d'une nouvelle place en championnat du monde, le gouvernement malaisien reprend à son compte l'idée de création d'une écurie de Formule 1, dénommée Lotus F1 Team, afin de promouvoir le constructeur automobile national Proton, groupe automobile fondé en 1983 qui détient 80 % de Lotus Cars depuis 1998. Cette nouvelle écurie sera la propriété du gouvernement malaisien et d'un consortium d'entreprises malaisiennes regroupant notamment Proton, les propriétaires du circuit international de Sepang et la compagnie aérienne AirAsia de Tony Fernandes à qui est confiée la direction de l'équipe, Mike Gascoyne étant nommé directeur technique.
Le 15 septembre 2009, la FIA annonce que Lotus F1 Team, sans aucune connexion avec l'écurie de course originelle britannique (bien que soutenue par la veuve et le fils de son fondateur), a obtenu son inscription pour disputer le championnat du monde de Formule 1 2010. L'équipe est basée à Hingham, dans le Norfolk en Angleterre. Les moteurs sont fournis par Cosworth, la boîte de vitesses par Xtrac et l'équipe utilise la soufflerie de Fondtech (société présente en Formule 1 au début des années 1990 avec son écurie l'écurie de course Fondmetal) pour développer la monoplace.

### 2010: première saison, sous le nom Lotus Racing

Logo de l'écurie avec la dénomination « Lotus Racing », utilisé en 2010

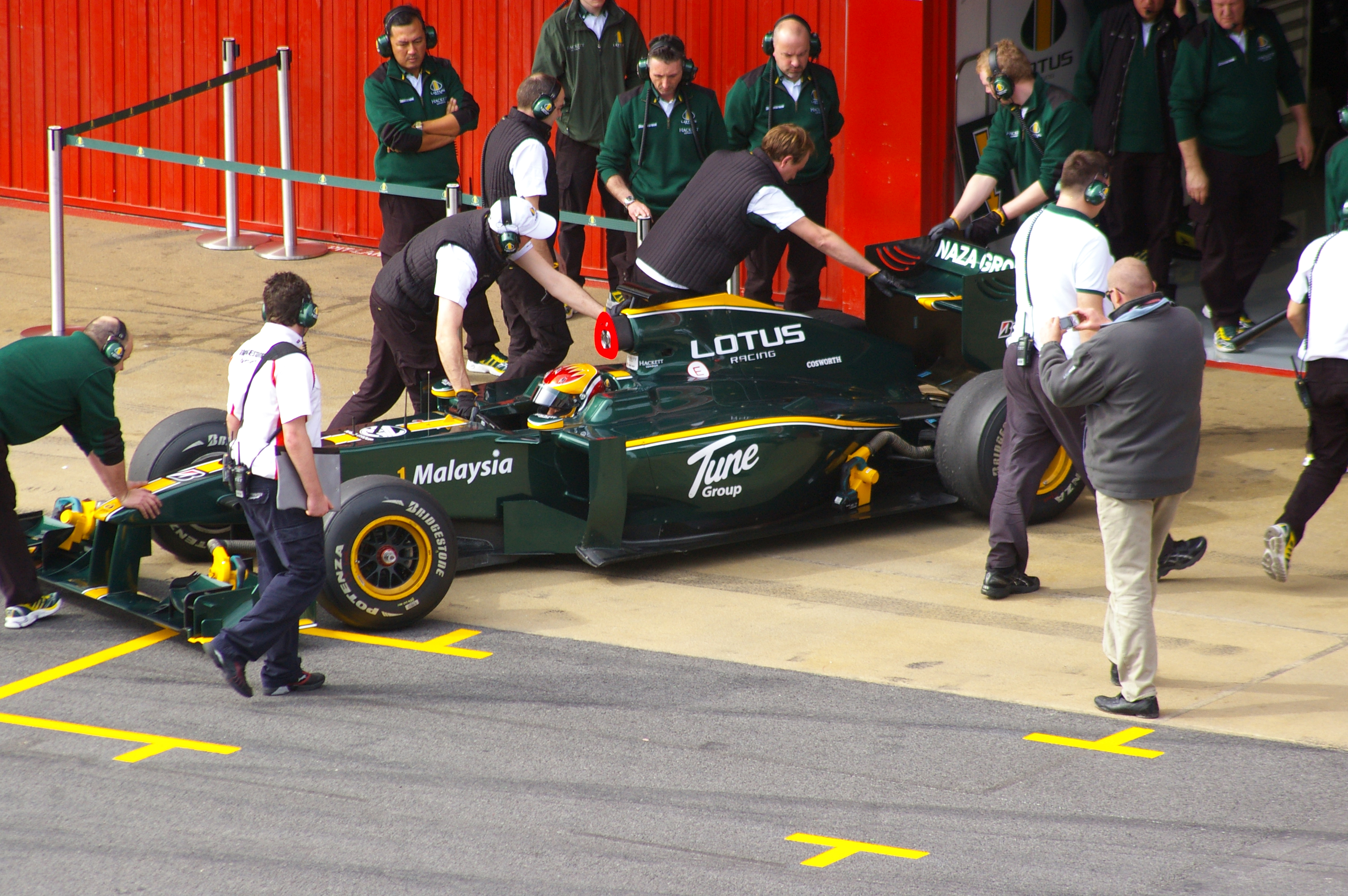
Lotus T127 sur le circuit de Catalunya en février 2010

Pour sa première saison, Lotus fait appel à deux pilotes confirmés, Jarno Trulli et Heikki Kovalainen tandis que le jeune malais Fairuz Fauzy est nommé troisième pilote. En raison de sa préparation limitée, les débuts en compétition sont difficiles : les Lotus sont à plus de cinq secondes de la pole position à Bahreïn. Toutefois, les monoplaces se classent le plus souvent devant les deux autres nouvelles équipes, Marussia F1 Team et HRT, ce qui lui permet de prétendre à la dixième place du championnat des constructeurs.
À la mi-saison, Fernandes et son écurie sont confrontés à des problèmes extra-sportifs puisque, le 2 juin 2010, Force India lance une action en justice contre Aerolab/Fondtech, société fondée par Mike Gascoyne et Jean-Claude Migeot et contre Lotus Racing. Force India estime que la Lotus T127, aperçue dans la soufflerie d'Aerolab à la fin de l'année 2009, est directement inspirée de la Force India VJM02.
Le 12 septembre 2010, à l'issue du Grand Prix d'Italie, Cosworth annonce avoir obtenu un accord de principe avec Lotus Racing pour cesser de fournir ses moteurs dès la fin de la saison alors que l'écurie s'était engagée pour trois ans.
Le 24 septembre 2010, Tony Fernandes annonce avoir acheté à David Hunt la licence d'utilisation du nom Team Lotus ce qui pourrait, selon lui, permettre à son équipe de reprendre le nom historique et son héritage. Trois jours plus tard, Proton, propriétaire de Lotus Cars, annonce son intention d'empêcher Fernandes de rebaptiser son écurie Team Lotus en 2011. Selon Proton, la marque Team Lotus n’a jamais appartenu à David Hunt et Fernandes n'en est donc pas propriétaire.
Proton se retire du partenariat avec 1Malaysia Racing Team car la firme automobile juge Fernandes coupable d'atteintes répétées à l'image de la marque Lotus. De plus, Proton souhaite engager sa propre écurie, indépendamment du projet piloté par Fernandes, en 2011. Lotus Racing, Group Lotus et Proton entament une procédure judiciaire pour définir l'utilisation du nom « Lotus » en compétition.
L'écurie se classe dixième du championnat du monde des constructeurs, sans avoir inscrit de point. Elle bénéficiera donc pour la saison 2011 du transport gratuit du matériel.

### 2011: deuxième saison, sous le nom Team Lotus
Pour sa seconde saison, l'équipe connaît quelques changements, à commencer par son inscription au championnat du monde sous l'appellation Team Lotus, malgré la contestation de Lotus Cars et alors qu'une procédure judiciaire est en cours concernant la légitimité d'utilisation de ce nom.
La boîte de vitesses et le système hydraulique Xtrac sont remplacés par ceux de la Red Bull RB5 et le moteur Cosworth par le V8 Renault RS27,. Enfin, plusieurs responsables techniques de Force India, dont Mark Smith, rejoignent Mike Gascoyne au sein de l'équipe technique. Les pilotes restent Jarno Trulli et Heikki Kovalainen alors que l'essayeur Fairuz Fauzy quitte l'écurie et est remplacé par Karun Chandhok,. La T128, de couleur verte et jaune, est présentée le 31 janvier.
Après les trois premiers Grands Prix, l'équipe malaise n'a pas inscrit de point mais a progressé en performances. Le 27 avril, Tony Fernandes annonce le rachat du constructeur britannique Caterham.
Le 27 mai 2011, le juge Peter Smith autorise Tony Fernandes à utiliser le nom de « Team Lotus » acheté à David Hunt mais Group Lotus plc obtient gain de cause pour utiliser la livrée or et noir. Seule l'écurie de Tony Fernandes peut nommer ses châssis Lotus, Lotus Renault GP devant continuer à adopter la dénomination Renault.

### 2012-2014: Caterham F1 Team

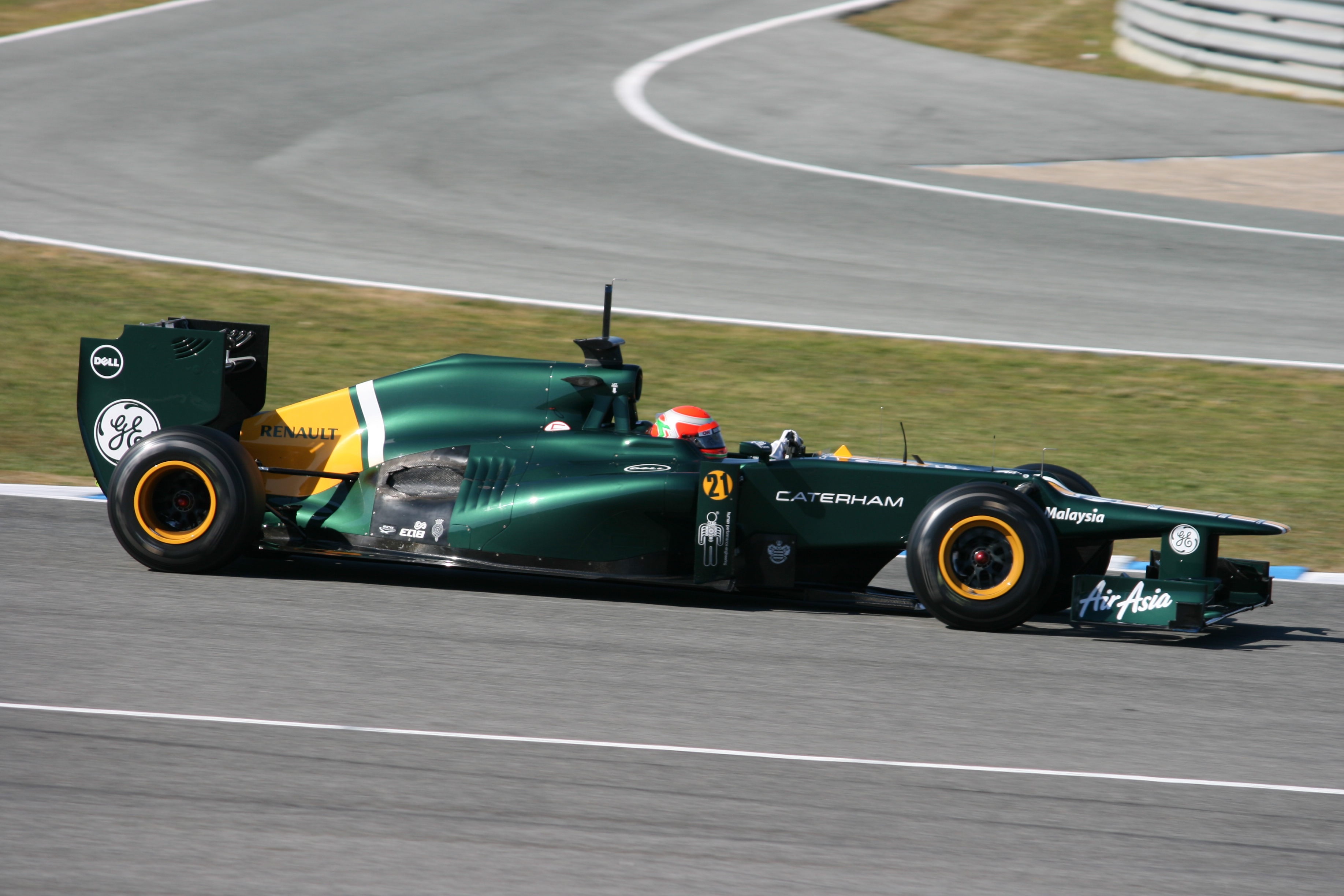
La Caterham CT01 en essais à Jerez en février 2012, pilotée par Jarno Trulli.

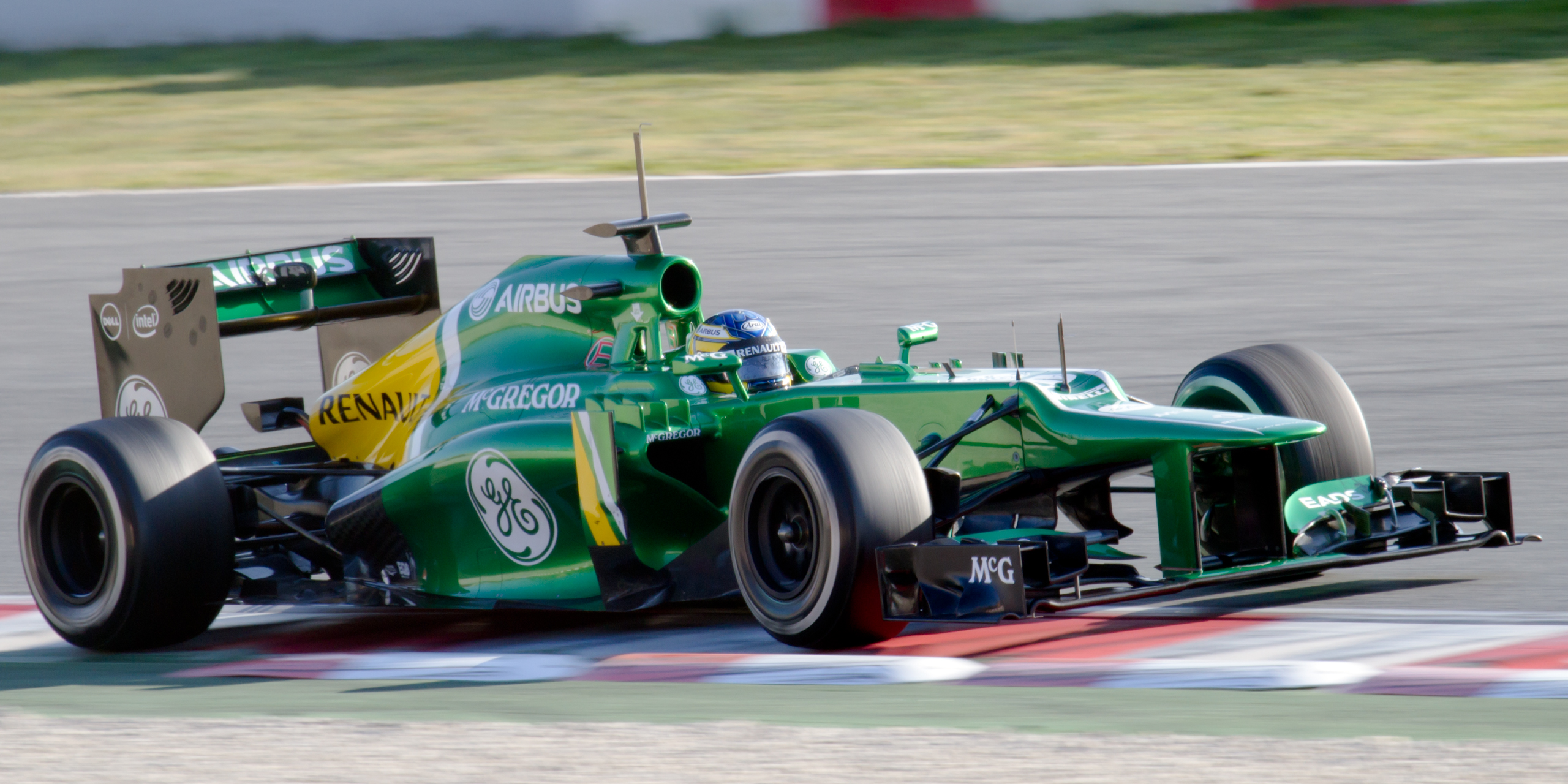
Charles Pic en essais avec la Caterham CT03 sur le circuit de Barcelone.

Au mois de janvier 2012, Tony Fernandes annonce que ses équipes de Formule 1 et de GP2 Series déménagent dans les installations de l'ancienne écurie de Formule 1 Super Aguri Formula 1 Team à Leafield dans l'Oxfordshire au mois d'août, durant la période de fermeture obligatoire des usines. L'usine d'Hingham sera utilisée pour les installations de Caterham Composites et de Caterham Technology & Innovation, deux branches de Caterham Group. Le 17 février, Jarno Trulli est remplacé par Vitaly Petrov.
En 2012, l'écart avec Marussia F1 Team se réduit. Lors du Grand Prix d'Australie, les deux Caterham abandonnent sur problèmes technique tandis que les Marussia récupèrent la dixième place du championnat synonyme de revenus supplémentaires à la fin de la saison. Lors des Grands Prix suivants, Caterham améliore ses résultats, sans toutefois égaler la quatorzième place de Timo Glock, pilote Marussia en Australie. Il faut attendre le Grand Prix de Monaco et la treizième place d'Heikki Kovalainen pour récupérer la dixième place du championnat. Lors du Grand Prix de Singapour, Timo Glock finit douzième et permet à son équipe de reprendre la dixième place du championnat. Vitaly Petrov double, dans les derniers tours, Charles Pic et finit onzième du Grand Prix du Brésil : Caterham termine finalement dixième du championnat des constructeurs.
Peu avant le Grand Prix du Brésil, Caterham annonce le recrutement de Charles Pic pour le Championnat du monde de Formule 1 2013 ; début février 2013, l'écurie recrute Giedo Van der Garde. Tony Fernandes quitte la direction de l'écurie dont il reste propriétaire et nomme le Français Cyril Abiteboul à sa tête. La saison commence difficilement : si, comme depuis ses débuts, Caterham reste en fond de grille, les deux Marussia F1 Team les devancent régulièrement. Caterham doit même rappeler son ancien pilote-titulaire Heikki Kovalainen pour mettre au point la monoplace, ce que les deux pilotes novices ne sont pas en mesure de faire.
Grâce à des moyens techniques et financiers plus élevé que ceux de Marussia, Caterham inverse peu à peu la tendance face à son rival : au Grand Prix de Grande-Bretagne, Pic termine devant les Marussia. Il en est de même aux Grand Prix d'Allemagne et au Grand Prix de Hongrie où Van der Garde termine quatorzième. Toutefois, Caterham termine la saison au onzième rang du championnat du monde des constructeurs, derrière Marussia.
En Championnat du monde de Formule 1 2014, lassé par le manque de résultats, Tony Fernandes menace de cesser le financement de l'équipe et recrute Kamui Kobayashi et Marcus Ericsson qui apportent chacun un complément de budget. Dès Melbourne, il apparaît que les performances ne sont pas en hausse, malgré la nouvelle réglementation. Pire, à Monaco, Marussia inscrit ses premiers points en Formule 1 grâce à la neuvième place de Jules Bianchi.

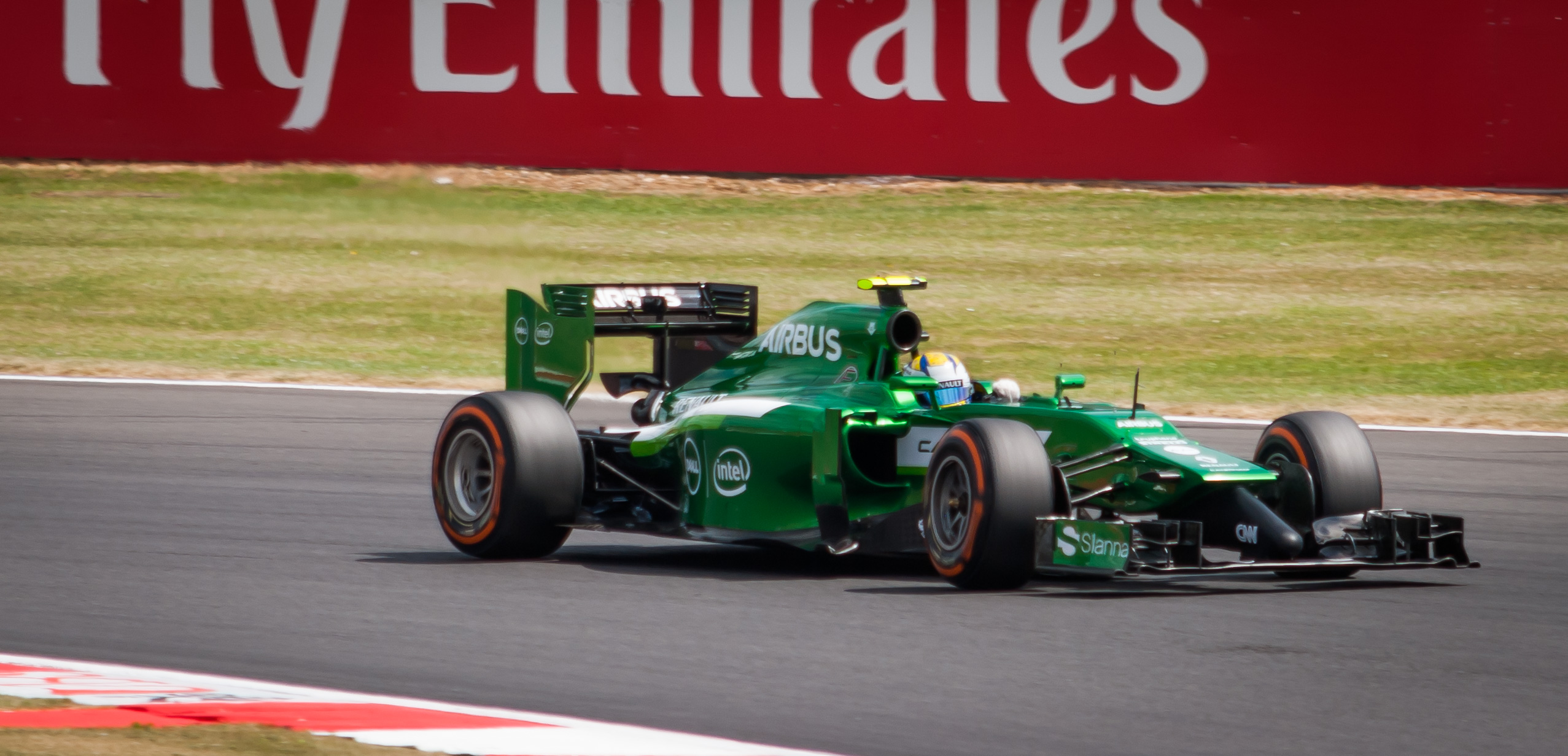
Marcus Ericsson, en 2014, au volant de la première version de la CT05

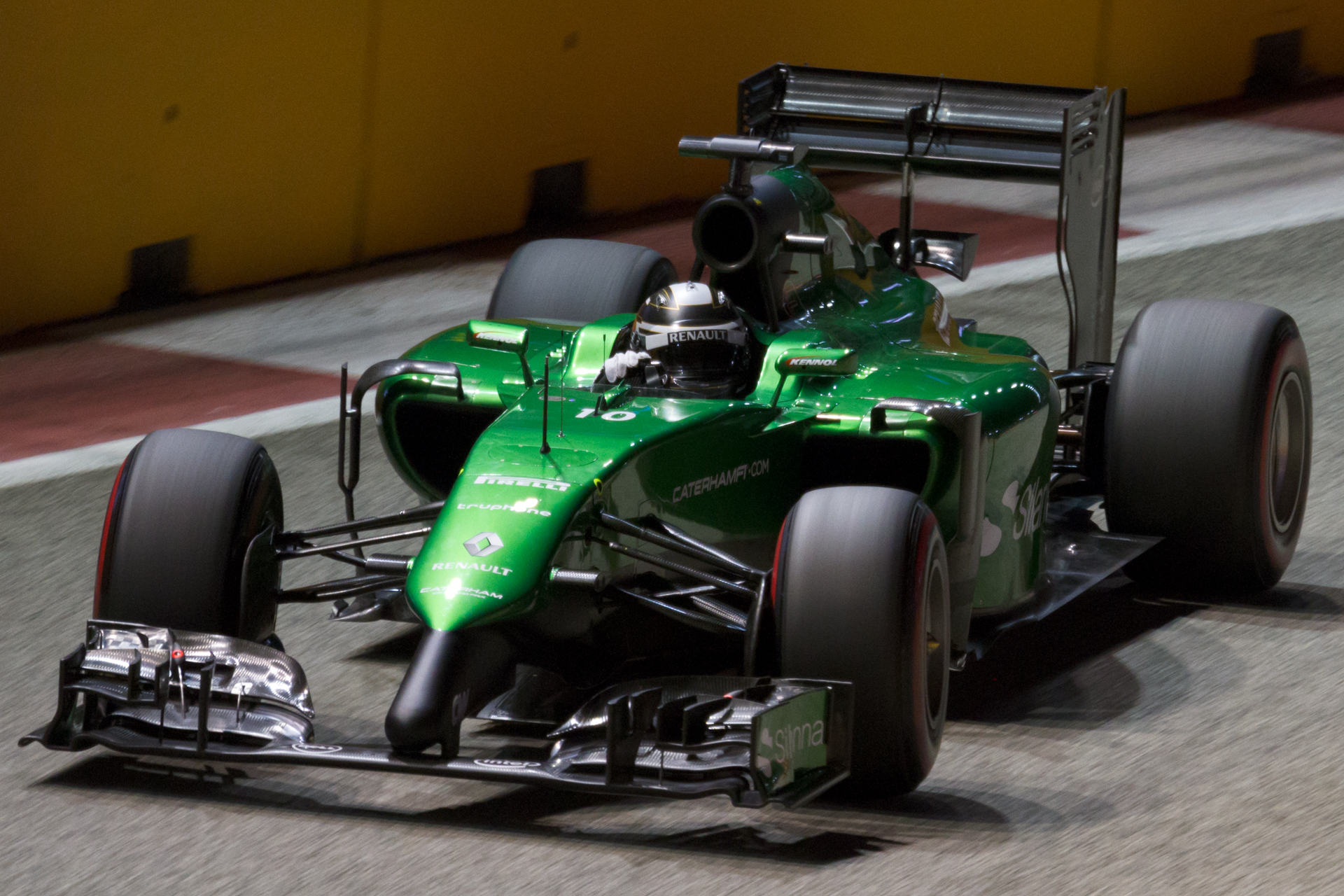
Kamui Kobayashi, en 2014, au volant de la seconde version de la CT05

Le 2 juillet 2014, Tony Fernandes et ses partenaires vendent l'écurie à un consortium d'investisseurs helvético-dubaïotes nommé Engavest. Colin Kolles qui, parallèlement, porte le projet Forza Rossa qui brigue une entrée en championnat du monde en 2015 ou 2016, est consultant sur le projet, Christijan Albers est nommé directeur de l'équipe à la place de Cyril Abiteboul et Manfredi Ravetto responsable de la gestion quotidienne de l'équipe. L'équipe conserve son nom et sa base de Leafield. Albers déclare : « Nous sommes conscients de l'énorme challenge qui nous attend et notre objectif est de viser la dixième place du championnat du monde. Nous sommes très impliqués dans le futur de l'équipe et allons nous assurer du fait que le team dispose des ressources nécessaires à son développement et sa croissance pour atteindre tout ce dont il est capable. »,,. Deux mois, plus tard, le 7 septembre, quelques heures après le Grand Prix d'Italie, Christijan Albers, invoquant des raisons personnelles, démissionne et est remplacé par Manfredi Ravetto,,,.
En Russie, l'équipe n'a plus d'argent et doit réaliser une réparation de fortune sur la voiture de Kobayashi. Quelques jours plus tard, comme Marussia F1 Team, l'équipe, placée en redressement judiciaire, déclare forfait pour le Grand Prix des États-Unis et le Grand Prix du Brésil. L'administrateur judiciaire de Caterham, Finbarr O'Connell, annonce le mercredi 5 novembre que l'équipe sera en position de courir lors du dernier Grand Prix de l'année, à Abou Dabi : « Nous avons beaucoup d'espoirs d'être à Abou Dabi. Je pense même être assez confiant pour dire que je serais vraiment surpris si nous n'étions pas là-bas. J'ai vraiment de bons espoirs pour le futur de cette équipe. Les employés ont commencé à préparer la dernière course. C'est vraiment une équipe fantastique. » Deux jours plus tard, la situation est plus nuancée puisque l'écurie lance une opération de financement participatif pour envisager de prendre part au Grand Prix d'Abou Dabi. L'équipe de Leafield a besoin de récolter 3 millions d'euros avant le 14 novembre. En échange d'un don qui peut débuter à partir de 1 £ sterling, Caterham propose des objets collectors,,,,.
Après ses forfaits aux Grands Prix des États-Unis et du Brésil, l'écurie Caterham sera bien présente sur le circuit de Yas Marina. Le 14 novembre, l'administrateur judiciaire Finbarr OConnell déclare : « Je suis certain à 90 % que nous irons à Abou Dabi. Des repreneurs potentiels sont venus vers moi lors des trois derniers jours et pour que cela se concrétise, nous devons garder la licence. Si une certaine partie des choses se confirment, nous partirons. S'il nous manque un peu d'argent nous recalibrerons le projet jusqu’au jour de la course. »
Plus tard, la même journée, Caterham F1 Team confirme sa présence, l'argent récolté via le financement participatif (1,8 million de livres sterling sur les 2,35 millions recherchés) étant suffisant. O'Connell s'en félicite : « C'était un challenge difficile mais nous avons réussi. En une semaine les fans ont rendu l'impossible possible. Nous allons maintenant à Abou Dabi en espérant sécuriser un futur pour cette équipe. Il y a une belle équipe, un bel esprit et de l'expérience, il ne manque plus qu'à sécuriser un avenir financier mais je suis très confiant à ce sujet. »
Finbarr O'Connell souhaite désormais assurer l'avenir en Formule 1 de l'équipe qui, en participant à la dernière manche de la saison, sauve son inscription au championnat 2015 ; ne reste qu'à trouver un repreneur pour l'écurie : « Confirmer notre participation à cette dernière course était vraiment, crucial ; sans cela, nous n’étions plus en Formule 1. Il fallait être présent. Je sais que des personnes essayent ou essayaient de faire la même chose avec Marussia mais s'ils n’y arrivent pas ce sera fini pour eux. Nous relançons la campagne de crowdfunding jusqu'à Abou Dabi. Il nous manque un peu d'argent mais nous négocions des contrats en ce moment. Des pilotes veulent rouler et ont des sponsors. Tout cela nous a décidé à donner le feu vert pour aller à Abou Dabi. Même si l'argent n’est pas encore en banque à cette heure, nous sommes confiants que nous l'aurons à temps. Je continue à discuter avec des contacts que nous avions déjà et d'autres, nouveaux. Certains sont liés à la Formule 1 et auraient un intérêt à reprendre l'équipe. Le crowdfunding a permis de nouer des relations que nous n'aurions jamais eu auparavant. Tout le monde est motivé même si l'équipe de course n'est pas payée. Cela montre leur esprit pour que l'équipe continue. Ce premier effort réussi ne peut pas, ne doit pas, se terminer sur la mort d’une équipe. »,,
Dans le même temps, et alors que l'opération de financement participatif atteignait 81 % des fonds demandés, 230 salariés de l'écurie reçoivent leur lettre de licenciement. Jim McManus, un des aérodynamiciens déclare : « C'est consternant de voir la quantité de publicité autour du succès du crowdfunding le jour même où l'ensemble du personnel a été licencié avec sept semaines de salaire encore dues. Mon côté cynique me suggère que les deux nouvelles ne sont pas sans rapport et que la bonne nouvelle a été utilisée comme opportunité pour enterrer la mauvaise. »,
Le 5 février 2015, l'administrateur de Caterham annonce que tous les actifs de l'écurie (voitures, équipements de bureau, simulateurs) seront vendus aux enchères dès le mois de mars. Seuls subsistent les anciens locaux de l'écurie, à peine usés par le temps mais déjà fortement dégradés à la suite de leur abandon.

## Résultats en championnat du monde de Formule 1
| Saison | Écurie           | Châssis       | Moteur      | Pneus       | Pilotes                                                     | Grands Prix disputés | Points inscrits | Classement |
| ------ | ---------------- | ------------- | ----------- | ----------- | ----------------------------------------------------------- | -------------------- | --------------- | ---------- |
| 2010   | Lotus Racing     | Lotus T127    | V8 Cosworth | Bridgestone | Jarno Trulli Heikki Kovalainen                              | 19                   | 0               | 10e        |
| 2011   | Team Lotus       | Lotus T128    | V8 Renault  | Pirelli     | Jarno Trulli Heikki Kovalainen Karun Chandhok               | 19                   | 0               | 10e        |
| 2012   | Caterham F1 Team | Caterham CT01 | V8 Renault  | Pirelli     | Heikki Kovalainen Vitaly Petrov                             | 20                   | 0               | 10e        |
| 2013   | Caterham F1 Team | Caterham CT03 | V8 Renault  | Pirelli     | Charles Pic Giedo Van der Garde                             | 19                   | 0               | 11e        |
| 2014   | Caterham F1 Team | Caterham CT05 | V6 Renault  | Pirelli     | Kamui Kobayashi Marcus Ericsson André Lotterer Will Stevens | 17                   | 0               | 11e        |

| Saison | Écurie           | Châssis       | Moteur                          | Pneumatiques | Pilotes             | Courses | Courses | Courses | Courses | Courses | Courses | Courses | Courses | Courses | Courses | Courses | Courses | Courses | Courses | Courses | Courses | Courses | Courses | Courses | Courses | Points inscrits | Classement |
| Saison | Écurie           | Châssis       | Moteur                          | Pneumatiques | Pilotes             | 1       | 2       | 3       | 4       | 5       | 6       | 7       | 8       | 9       | 10      | 11      | 12      | 13      | 14      | 15      | 16      | 17      | 18      | 19      | 20      | Points inscrits | Classement |
| ------ | ---------------- | ------------- | ------------------------------- | ------------ | ------------------- | ------- | ------- | ------- | ------- | ------- | ------- | ------- | ------- | ------- | ------- | ------- | ------- | ------- | ------- | ------- | ------- | ------- | ------- | ------- | ------- | --------------- | ---------- |
| 2010   | Lotus Racing     | Lotus T127    | Cosworth V8 CA2010              | Bridgestone  |                     | BAH     | AUS     | MAL     | CHI     | ESP     | MON     | TUR     | CAN     | EUR     | GBR     | ALL     | HON     | BEL     | ITA     | SIN     | JAP     | COR     | BRÉ     | ABU     |         | 0               | 10e        |
| 2010   | Lotus Racing     | Lotus T127    | Cosworth V8 CA2010              | Bridgestone  | Jarno Trulli        | 17e     | Np.     | 17e     | Abd     | 17e     | 15e*    | Abd     | Abd     | 21e     | 16e     | Abd     | 15e     | 19e     | Abd     | Abd     | 13e     | Abd     | 19e     | 21e*    |         | 0               | 10e        |
| 2010   | Lotus Racing     | Lotus T127    | Cosworth V8 CA2010              | Bridgestone  | Heikki Kovalainen   | 15e     | 13e     | Nc      | 14e     | Np      | Abd     | Abd     | 16e     | Abd     | 17e     | Abd     | 14e     | 16e     | 18e     | 16e*    | 12e     | 13e     | 18e     | 17e     |         | 0               | 10e        |
| 2011   | Team Lotus       | Lotus T128    | Renault V8 RS27-2011            | Pirelli      |                     | AUS     | MAL     | CHI     | TUR     | ESP     | MON     | CAN     | EUR     | GBR     | ALL     | HON     | BEL     | ITA     | SIN     | JAP     | COR     | IND     | ABU     | BRÉ     |         | 0               | 10e        |
| 2011   | Team Lotus       | Lotus T128    | Renault V8 RS27-2011            | Pirelli      | Heikki Kovalainen   | Abd     | 20e     | 16e     | 19e     | Abd     | 14e     | Abd     | 19e     | Abd     | 16e     | Abd     | 15e     | 13e     | 16e     | 18e     | 14e     | 14e     | 17e     | 16e     |         | 0               | 10e        |
| 2011   | Team Lotus       | Lotus T128    | Renault V8 RS27-2011            | Pirelli      | Jarno Trulli        | 13e     | Abd     | 19e     | 18e     | 18e     | 13e     | 16e     | 20e     | Abd     |         | Abd     | 14e     | 14e     | Abd     | 19e     | 17e     | 19e     | 18e     | 18e     |         | 0               | 10e        |
| 2011   | Team Lotus       | Lotus T128    | Renault V8 RS27-2011            | Pirelli      | Karun Chandhok      |         |         |         |         |         |         |         |         |         | 20e     |         |         |         |         |         |         |         |         |         |         | 0               | 10e        |
| 2012   | Caterham F1 Team | Caterham CT01 | Renault V8 RS27-2012            | Pirelli      |                     | AUS     | MAL     | CHI     | BRN     | ESP     | MON     | CAN     | EUR     | GBR     | ALL     | HON     | BEL     | ITA     | SIN     | JAP     | COR     | IND     | ABU     | USA     | BRÉ     | 0               | 10e        |
| 2012   | Caterham F1 Team | Caterham CT01 | Renault V8 RS27-2012            | Pirelli      | Heikki Kovalainen   | Abd     | 18e     | 23e     | 17e     | 16e     | 13e     | 18e     | 14e     | 17e     | 19e     | 17e     | 17e     | 14e     | 15e     | 15e     | 17e     | 18e     | 13e     | 18e     | 14e     | 0               | 10e        |
| 2012   | Caterham F1 Team | Caterham CT01 | Renault V8 RS27-2012            | Pirelli      | Vitaly Petrov       | Abd     | 16e     | 18e     | 16e     | 17e     | Abd     | 19e     | 13e     | Np      | 16e     | 19e     | 14e     | 15e     | 19e     | 17e     | 16e     | 17e     | 16e     | 17e     | 11e     | 0               | 10e        |
| 2013   | Caterham F1 Team | Caterham CT03 | Renault V8 RS27-2013            | Pirelli      |                     | AUS     | MAL     | CHI     | BAH     | ESP     | MON     | CAN     | GBR     | ALL     | HON     | BEL     | ITA     | SIN     | COR     | JAP     | IND     | ABU     | USA     | BRÉ     |         | 0               | 11e        |
| 2013   | Caterham F1 Team | Caterham CT03 | Renault V8 RS27-2013            | Pirelli      | Charles Pic         | 16e     | 14e     | 16e     | 17e     | 17e     | Abd     | 18e     | 15e     | 17e     | 15e     | Abd     | 17e     | 19e     | 14e     | 18e     | Abd     | 19e     | 20e     | Abd     |         | 0               | 11e        |
| 2013   | Caterham F1 Team | Caterham CT03 | Renault V8 RS27-2013            | Pirelli      | Giedo Van der Garde | 18e     | 15e     | 18e     | 21e     | Abd     | 15e     | Abd     | 18e     | 18e     | 14e     | 16e     | 18e     | 16e     | 15e     | Abd     | Abd     | 18e     | 19e     | 18e     |         | 0               | 11e        |
| 2014   | Caterham F1 Team | Caterham CT05 | Renault Energy F1-2014 V6 Turbo | Pirelli      |                     | AUS     | MAL     | BAH     | CHI     | ESP     | MON     | CAN     | AUT     | GBR     | ALL     | HON     | BEL     | ITA     | SIN     | JAP     | RUS     | USA     | BRÉ     | ABU     |         | 0               | 11e        |
| 2014   | Caterham F1 Team | Caterham CT05 | Renault Energy F1-2014 V6 Turbo | Pirelli      | Marcus Ericsson     | Abd     | 14e     | Abd     | 20e     | 20e     | 11e     | Abd     | 18e     | Abd     | 18e     | Abd     | 17e     | 19e     | 15e     | 17e     | 19e     |         |         |         |         | 0               | 11e        |
| 2014   | Caterham F1 Team | Caterham CT05 | Renault Energy F1-2014 V6 Turbo | Pirelli      | Kamui Kobayashi     | Abd     | 13e     | 15e     | 18e     | Abd     | 13e     | Abd     | 16e     | 15e     | 16e     | Abd     |         | 17e     | Np      | 19e     | Abd     |         |         | Abd     |         | 0               | 11e        |
| 2014   | Caterham F1 Team | Caterham CT05 | Renault Energy F1-2014 V6 Turbo | Pirelli      | André Lotterer      |         |         |         |         |         |         |         |         |         |         |         | Abd     |         |         |         |         |         |         |         |         | 0               | 11e        |
| 2014   | Caterham F1 Team | Caterham CT05 | Renault Energy F1-2014 V6 Turbo | Pirelli      | Will Stevens        |         |         |         |         |         |         |         |         |         |         |         |         |         |         |         |         |         |         | 17e     |         | 0               | 11e        |

Légende : ici 

## Caterham Racing (GP2)
En 2011, en parallèle à la Formule 1, Caterham lance Caterham Racing en GP2 Series, l'antichambre de la Formule 1 ; l'équipe est rebaptisée Caterham Team AirAsia en 2012 et EQ8 Caterham Racing en 2014. Elle est vendue le 17 octobre 2014 à l'équipe irlando-canadienne, Status Grand Prix, déjà présente en GP3 Series. L'équipe a obtenu quatre victoires en quatre saisons avec Davide Valsecchi (victoire en 2011), Giedo van der Garde (deux victoires en 2012) et Alexander Rossi (victoire en 2013).